# Zamfir
Zamfir (bulgariska: Замфир) är ett distrikt i Bulgarien.   Det ligger i kommunen Obsjtina Lom och regionen Montana, i den nordvästra delen av landet, 120 km norr om huvudstaden Sofia.
Trakten runt Zamfir består till största delen av jordbruksmark. Runt Zamfir är det ganska glesbefolkat, med 27 invånare per kvadratkilometer.